# Sametingets bibliotek

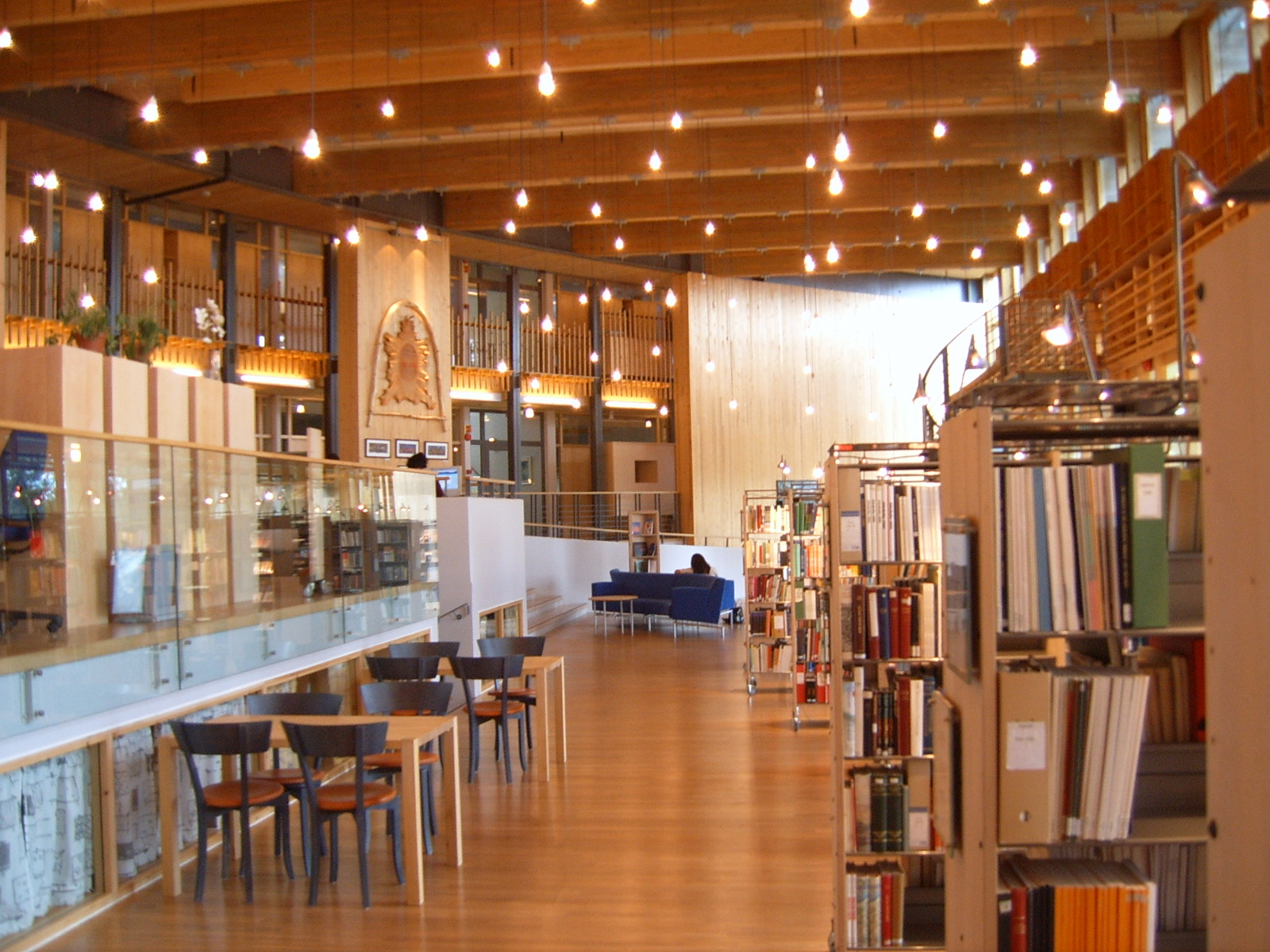
Sametingets blbliotek

Sametingets bibliotek (nordsamiska: Sámedikki girjerádjosis), tidigare Samernas spesialbibliotek/Sámi sierrabibliotehka, är ansvarsbibliotek i Norge för litteratur på samiska språk och tillika förvaltningsbibliotek för norska Sametinget. Det ligger sedan 2000 i Sametingsbyggnaden i Karasjok.

## Historik
År 1953 inrättades Samernas spesialbibliotek som en egen statlig institution med nationellt ansvar for registrering, insamling och utlåning av litteratur om samerna och litteratur på samiska språk. Uppbyggnaden av en offentlig samling litteratur på samiska började på 1950-talet i samarbete med folkbiblioteket i Karasjok. Det är sedan 1990 ansvarsbibliotek i Norge för litteratur på samiska språk.
Biblioteket var först samlokaliserat med folkbiblioteket i Karasjok, men flyttade 2000 in i det då nyuppförda Sametingsbyggnaden och integrerades med Sametingets biblioteksfunktion.

## Samlingar och funktioner
Bibliotek har omkring 45 000 titlar. Det omfattar litteratur på samiska och litteratur med relevans till Sápmi och sedan 2014 också om ursprungsfolk.
Biblioteket samarbetar med en läromedelscentral med läromedel och pedagogiska verktyg på nord-, lule- och sydsamiska i Diehtosiida i Kautokeino, som ägs av Sametinget.

## Bildgalleri

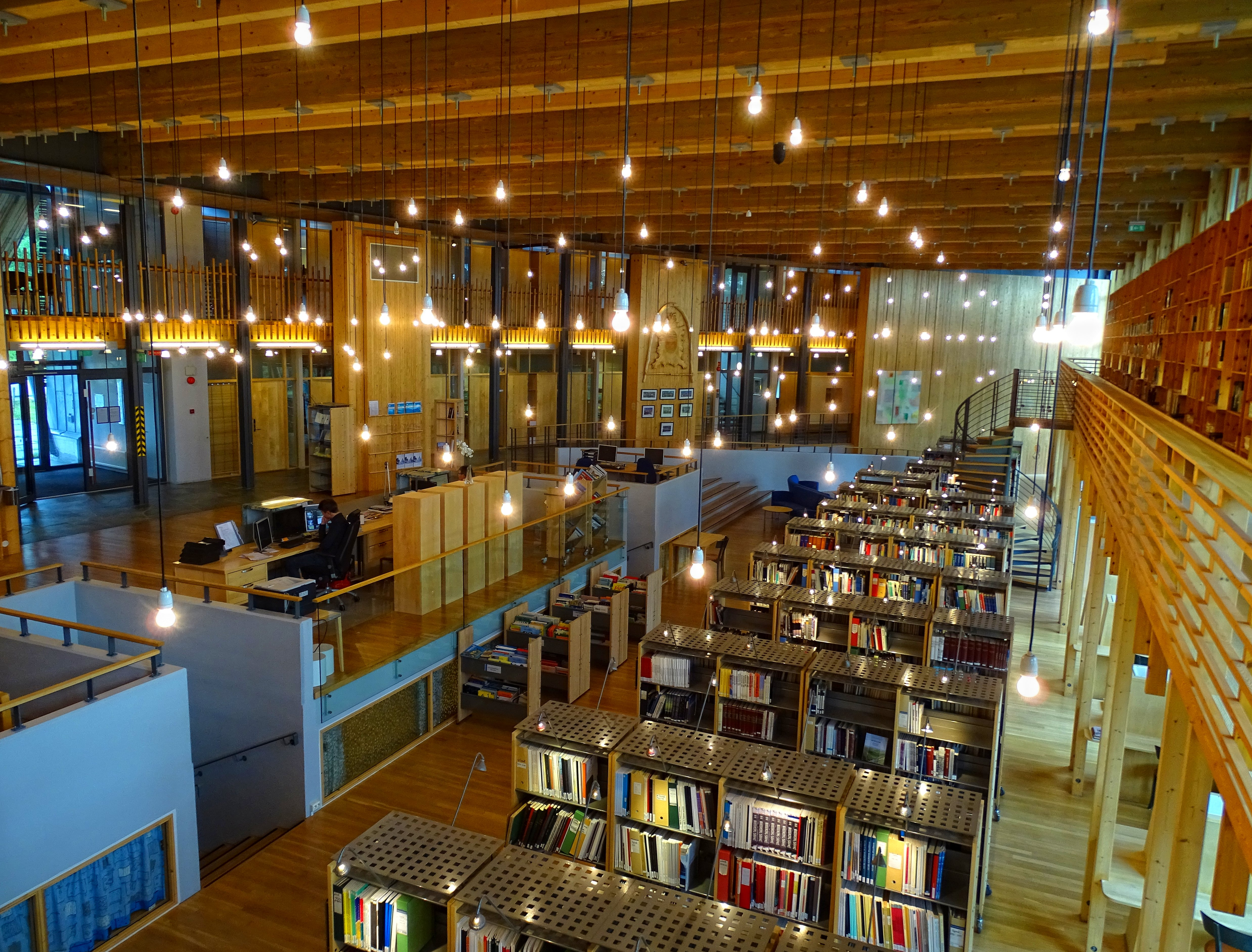
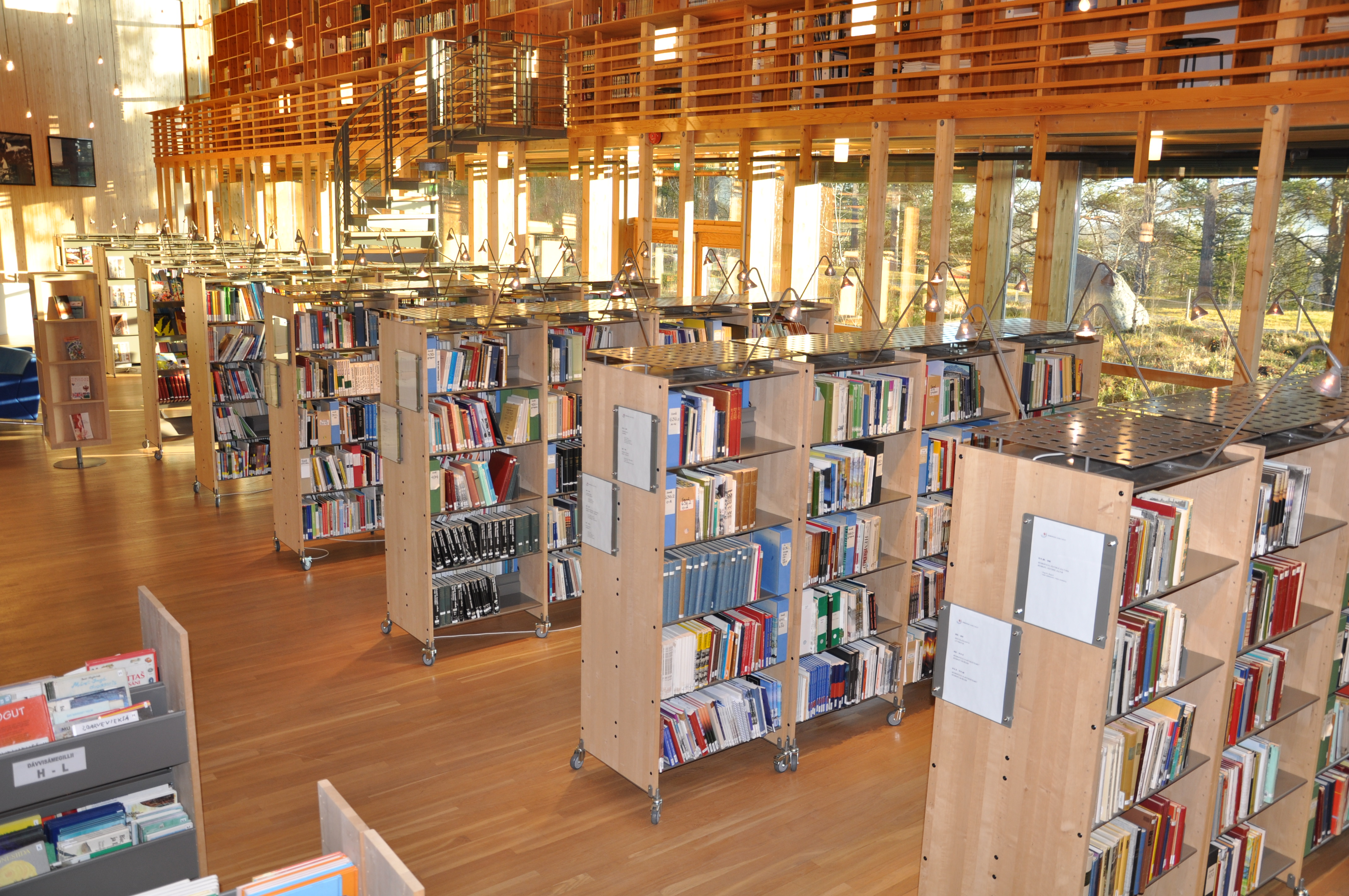
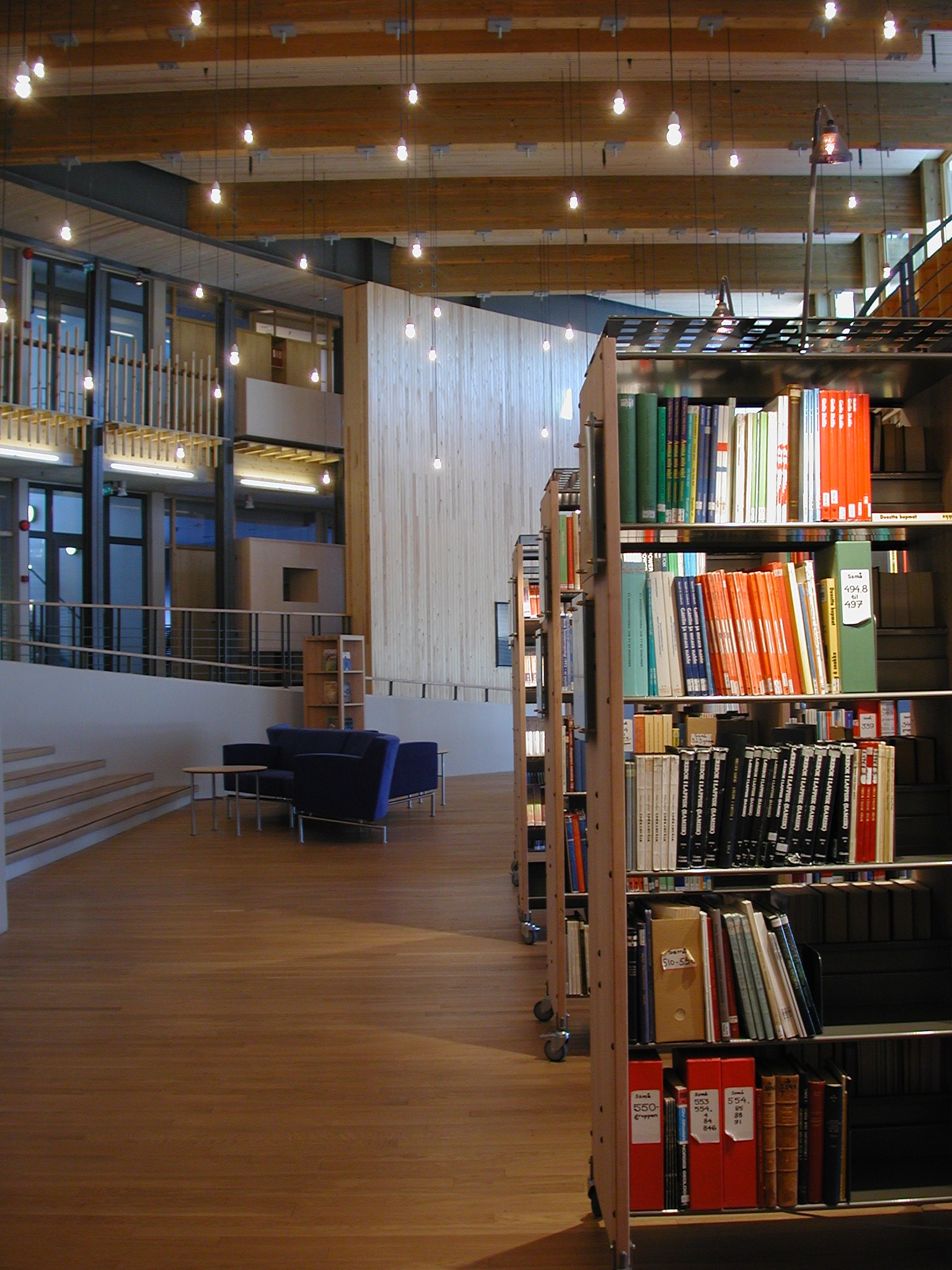